# Hamlethaus (Lutherstadt Wittenberg)

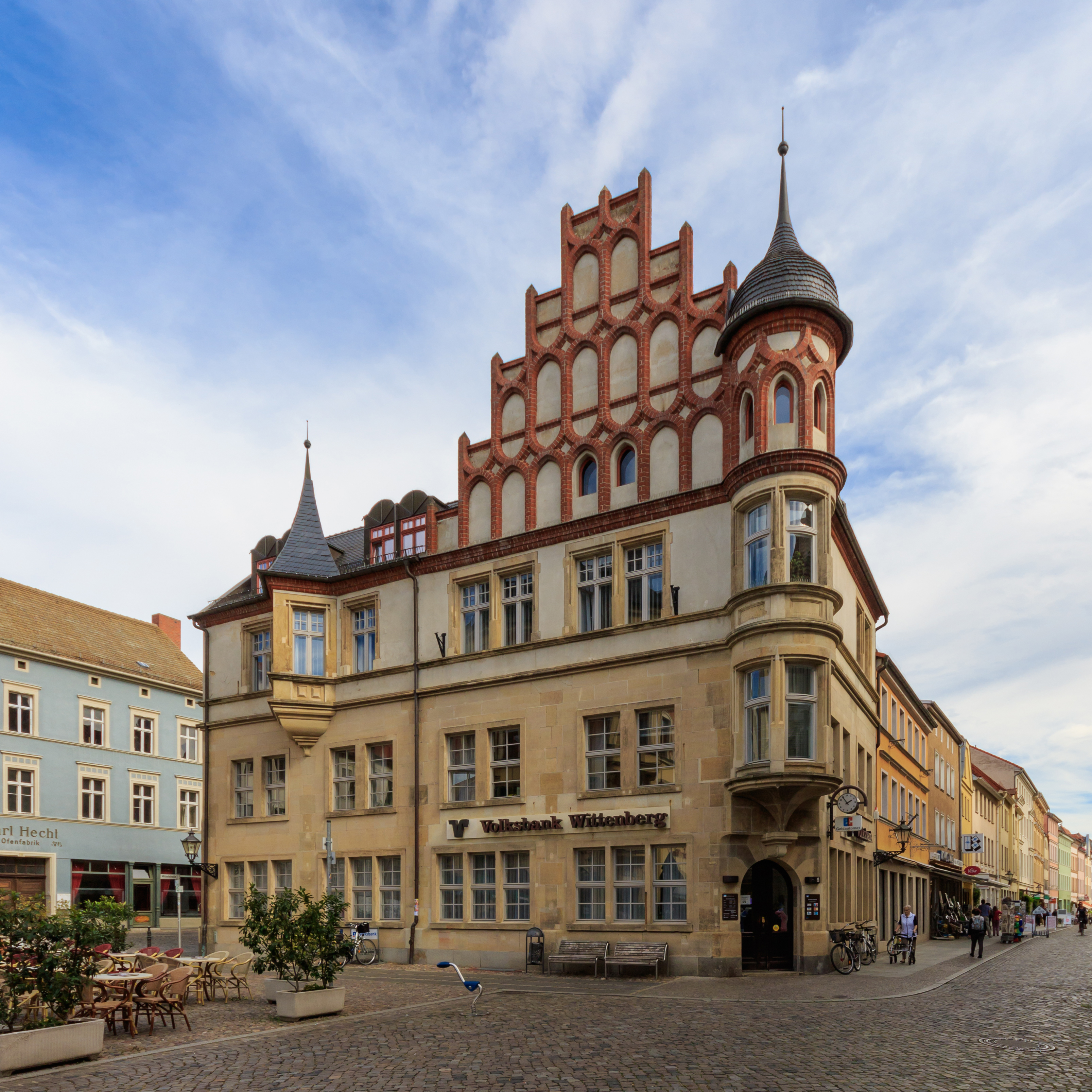
Das Hamlethaus

Das Hamlethaus ist ein denkmalgeschütztes Gebäude in Lutherstadt Wittenberg, Collegienstraße 12.
1504 wurde das heute als Hamlethaus bezeichnete Gebäude als „borsen“ erwähnt, 1507 wurde es „Burse des Merkur“ (Bursa Mercurii) genannt und es fanden dort Rechtsvorlesungen für die Wittenberger Studenten statt. Später wurde das Haus in eine Badestube gewandelt. Nach Überlieferungen soll William Shakespeares Dramenheld „Hamlet“ in Wittenberg studiert und in diesem Haus gewohnt haben. Das originale Haus wurde 1904 abgerissen und durch einen Neubau ersetzt, der die charakteristische Giebelgestaltung des Originals aufnahm.
Da Hamlet um 1200 lebte, die Wittenberger Universität Leucorea allerdings erst 1502 gegründet wurde, erscheint der Umstand fragwürdig. Es ist möglich, dass die Bezeichnung Hamlet eine Anspielung auf den Dänenprinz Christian II., der Ähnlichkeiten mit der Figur des Hamlet aufweist, ist. Dieser wohnte jedoch im Hause Lucas Cranach d. Ä. Ausschließen kann man jedoch nicht, dass sich dieser gelegentlich in diesem Hause aufhielt. Genauso wenig wie auszuschließen ist, dass Shakespeare versteckte Elemente des dänischen Hauses in die Hamletgeschichte eingearbeitet hat. So wurde unter anderem der Wittenberger Reformator Johannes Bugenhagen nach Dänemark berufen, um dort die Reformation einzuführen. Möglicherweise verbirgt sich hinter dieser literarischen Geste lediglich ein Hinweis auf den hohen Rang, den die Wittenberger Universität noch im frühen 17. Jahrhundert, als Shakespeare seinen Hamlet verfasste, in Europa innehatte.